# Condado de Clark (Wisconsin)
El condado de Clark (en inglés: Clark County), fundado en 1853, es uno de 72 condados del estado estadounidense de Wisconsin. En el año 2000, el condado tenía una población de 33,557 habitantes y una densidad poblacional de 11 personas por km². La sede del condado es Neillsville.

## Geografía
Según la Oficina del Censo, el condado tiene un área total de 3,157 km², de la cual 2,005 km² es tierra y 3,148 km² (0.28%) es agua.

### Condados adyacentes
- Condado de Taylor (norte)
- Condado de Marathon (este)
- Condado de Wood (sureste)
- Condado de Jackson) (sur)
- Condado de Eau Claire (oeste)
- Condado de Chippewa (noroeste)

## Demografía
En el censo de 2000, había 33,557 personas, 12,047 hogares y 8,673 familias residiendo en el condado. La densidad poblacional era de 11 personas por km². En el 2000 había 13,531 unidades habitacionales en una densidad de 4 por km². La demografía del condado era de 98.05% blancos, 0.13% afroamericanos, 0.48% amerindios, 0.30% asiáticos, 0.03% isleños del Pacífico, 0.56% de otras razas y 0.47% de dos o más razas. 1.20% de la población era de origen hispano o latino de cualquier raza.

## Localidades
| Ciudades |
| --- |
| - Abbotsford (parcial) - Colby (parcial) - Greenwood - Loyal - Neillsville - Owen - Thorp - Stanley (parcial) |

| Villas                                                                |
| --------------------------------------------------------------------- |
| - Curtiss - Dorchester (parcial) - Granton - Unity (parcial) - Withee |

### Pueblos
| - Beaver - Butler - Colby - Dewhurst - Eaton - Foster | - Fremont - Grant - Green Grove - Hendren - Hewett - Hixon | - Hoard - Levis - Longwood - Loyal - Lynn - Mayville | - Mead - Mentor - Pine Valley - Reseburg - Seif | - Sherman - Sherwood - Thorp - Unity - Warner | - Washburn - Weston - Withee - Worden - York |

### Áreas no incorporadas
- Chili
- Humbird
- Willard